# Flecha Valona 1978
La Flecha Valona 1978 se disputó el 20 de abril de 1978, y supuso la edición número 42 de la carrera. El ganador fue el francés Michel Laurent. El italiano Gianbattista Baronchelli y el alemán Dietrich Thurau fueron segundo y tercero respectivamente.

## Clasificación final
| Pos. | Ciclista                 | Equipo                  | Tiempo   |
| ---- | ------------------------ | ----------------------- | -------- |
| 1    | Michel Laurent           | Peugeot-Esso-Michelin   | 5h56'22" |
| 2    | Gianbattista Baronchelli | Scic-Bottecchia         | m.t.     |
| 3    | Dietrich Thurau          | IJsboerke-Gios          | m.t.     |
| 4    | Gerrie Knetemann         | TI-Raleigh              | m.t.     |
| 5    | Michel Pollentier        | Flandria-Velda-Lano     | m.t.     |
| 6    | Hennie Kuiper            | TI-Raleigh              | m.t.     |
| 7    | Joop Zoetemelk           | Miko-Mercier-Hutchinson | m.t.     |
| 8    | Henk Lubberding          | TI-Raleigh              | a 1'15"  |
| 9    | Sven-Åke Nilsson         | Miko-Mercier-Hutchinson | m.t.     |
| 10   | Joseph Bruyère           | C&A                     | m.t.     |